# Chilalo
Pour l’article homonyme, voir Chilalo (awraja).
Le Chilalo est un volcan éthiopien situé dans la zone Arsi au sud-est d'Addis-Abeba.